# Proconura caryobori
Proconura caryobori är en stekelart som först beskrevs av G. Dallas Hanna 1934.  Proconura caryobori ingår i släktet Proconura och familjen bredlårsteklar. Inga underarter finns listade i Catalogue of Life.